# رده‌بندی کوهستان در ووئلتا اسپانیا
رده‌بندی کوهستان یکی از رده‌بندی‌های ثانویه در ووئلتا اسپانیا است. در این رده‌بندی نخستین رکابزنانی که از سربالایی‌های تعیین شده عبور کنند، امتیازهایی به دست می‌آورند. رده‌بندی کوهستان در سال ۱۹۳۵ راه‌اندازی شد و نخستین برندهٔ آن ادوآردو مولینار بود. تا سال ۲۰۰۵ برندهٔ این رده‌بندی پیراهن سبز به تن می‌کرد. در سال ۲۰۰۶ به پیراهن نارنجی و در سال ۲۰۱۰ به پیراهن سفید با دایره‌های آبی تبدیل شد.
خوزه لوئیس لاگویا پنج بار برندهٔ رده‌بندی کوهستان شده‌است و از این حیث رکورددار است. لاگویا سه بار پیاپی برندهٔ این رده‌بندی شده‌است. سایر رکابزنانی که سه بار پیاپی برندهٔ رده‌بندی کوهستان شده‌اند شامل آنتونیو سوارز، آنتونیو کارمانی، خولیو خیمنز و خوزه ماریا خیمنز هستند. در سال ۲۰۱۱ داوید مونکوتی تنها رکابزنی شد که رده‌بندی کوهستان ووئلتا را برای چهار دورهٔ پیاپی فتح کرده‌است.

## پیراهن
در حال حاضر، رهبر رده‌بندی کوهستان پیراهن سفید با دایره‌های آبی به تن می‌کند. پیراهن کوهستان دارای سومین اولویت در پیراهن‌های ووئلتا (پس از رده‌بندی اصلی و امتیازی) است. بنابراین اگر رکابزنی همزمان رهبر رده‌بندی اصلی و کوهستان باشد، پیراهن قرمز رده‌بندی اصلی را به تن می‌کند و نفر دوم رده‌بندی کوهستان، پیراهن کوهستان را می‌پوشد.

## قانون
برگزار کنندهٔ ووئلتا سربالایی‌های دارای امتیاز را تعیین می‌کند. این سربالایی‌ها بر پایهٔ میزان سختی خود و موقعیت آن‌ها در مرحلهٔ مربوطه به درجه‌های گوناگونی تقسیم می‌شوند. اگر پایان یک مرحله در سربالایی باشد، درجهٔ بالاتری به آن داده می‌شود. همچنین نخستین رکابزنانی که از بالاترین نقطهٔ مسیر ووئلتا (که سربالایی آلبرتو فرناندز نامیده می‌شود) عبور کنند، بیشترین امتیاز دریافت می‌کنند.
| درجه                    | ۱  | ۲  | ۳  | ۴ | ۵ | ۶ |
| ----------------------- | -- | -- | -- | - | - | - |
| سربالایی آلبرتو فرناندز | ۲۰ | ۱۵ | ۱۰ | ۶ | ۴ | ۲ |
| پایان مرحله در سربالایی | ۱۵ | ۱۰ | ۶  | ۴ | ۲ |   |
| درجهٔ یک                 | ۱۰ | ۶  | ۴  | ۲ | ۱ |   |
| درجهٔ دو                 | ۵  | ۳  | ۱  |   |   |   |
| درجهٔ سه                 | ۳  | ۲  | ۱  |   |   |   |

اگر امتیاز دو یا چند رکابزن با هم برابر باشد، رکابزنی که در سربالایی آلبرتو فرناندز اول شده‌است، رتبهٔ بالاتری به دست می‌آورد. اگر مشکل حل نشد، رکابزنی که بیشترین پیروزی در سربالایی را داشته‌است، بالاتر قرار می‌گیرد. اگر باز هم مشخص نشد، پیروزی در سربالایی درجهٔ یک و سپس درجه‌های دو و سه معیار خواهد بود. اگر پس از درجهٔ سه باز هم تساوی وجود داشته باشد، رتبه در رده‌بندی اصلی به کار می‌رود.